# Велике Каменне (Мокроусовський округ)
Велике Ка́менне (рос. Большое Каменное) — присілок у складі Мокроусовського округу Курганської області, Росія.
Населення — 5 осіб (2010, 39 у 2002).
Національний склад станом на 2002 рік:
- росіяни — 100 %